# 루트 피셔

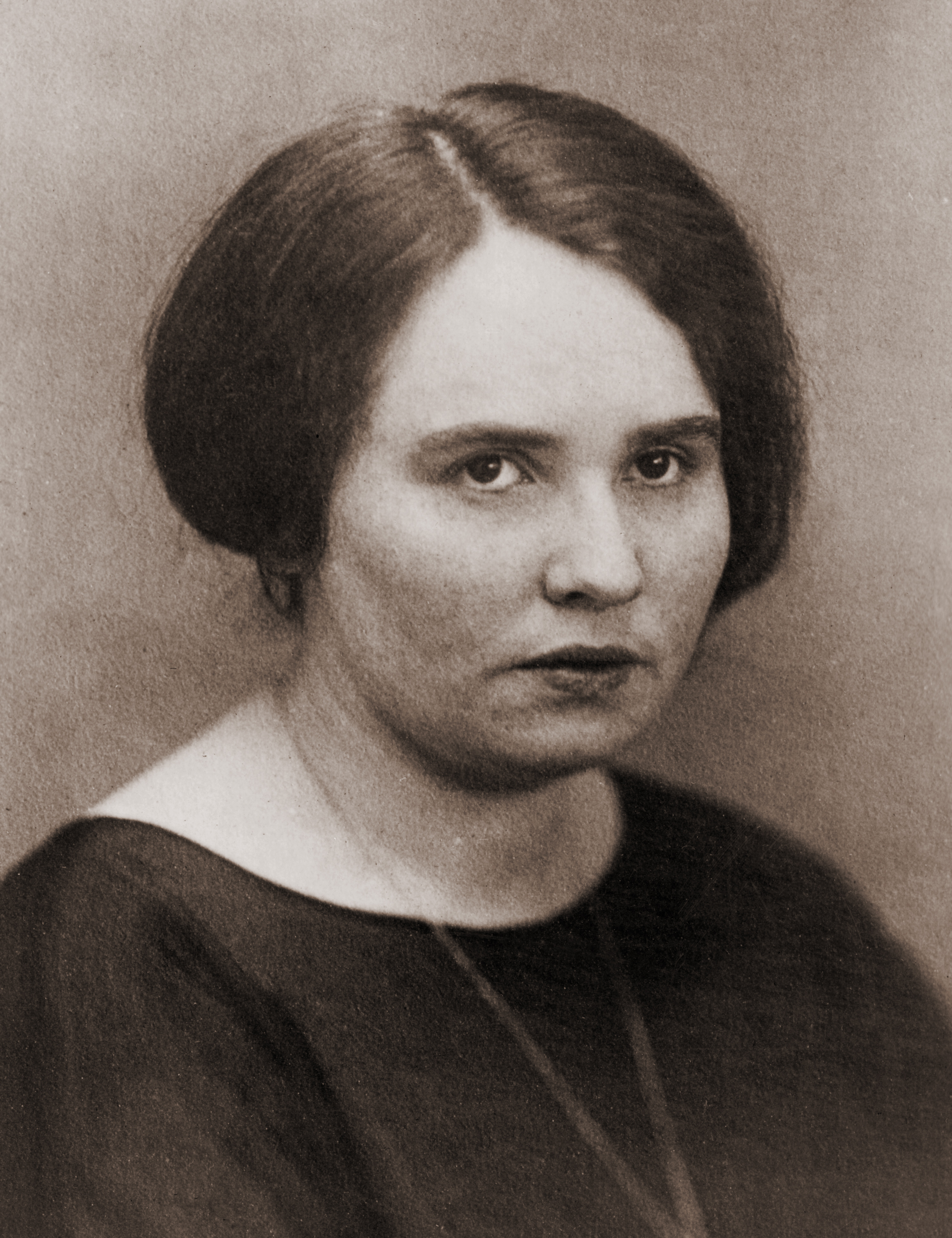

루트 피셔(독일어: Ruth Fischer, 1895년 12월 11일~1961년 3월 13일)는 오스트리아와 독일의 정치인이며, 공산주의자이다. 아르카디 마슬로와 함께 독일 공산당의 의장으로 1924년 5월 독일 국가의회 선거와 1924년 12월 독일 국가의회 선거를 이끌었다. 당권에서 축출된 후로는 반스탈린주의 좌파로 활동하였다.

## 생애
1895년 12월 11일 라이프치히에서 철학자 루돌프 아이슬러의 딸로 태어났다. 남동생으로는 그녀와 같이 공산당에서 활동한 게르하르트 아이슬러(1897년생)와 유명 작곡가인 한스 아이슬러(1898년생)가 있었다. 오스트리아 공산당 창당을 주도했으며, 바이마르 공화국 시절에는 독일 공산당 의장을 지냈다. 1945년 이후에는 미국에 체류하면서 《스탈린과 독일 공산주의》를 집필하는 등, 미국 내 반공주의 운동에 가담했다. 1961년 3월 13일 파리에서 죽었다.

## 같이 보기
- 한스 아이슬러